# Torao Tokuda
Pour les articles homonymes, voir Tokuda.
Torao Tokuda (徳田 虎雄, Tokuda Torao), né le 17 février 1938 à Tokuno-shima (préfecture de Kagoshima) et mort le 10 juillet 2024 à Kamakura (préfecture de Kanagawa), est un homme politique japonais. Membre de le parti libéral-démocrate puis de la ligue libérale, il a siégé à la chambre des représentants de 1990 à 1996, puis de 2000 à 2005.
Torao Tokuda meurt de la SLA à Kamakura, le 10 juillet 2024, à l'âge de 86 ans.